# Vivre sa vie (film, 1962)
Pour l’article homonyme, voir Vivre sa vie.
Pour plus de détails, voir Fiche technique et Distribution.
Vivre sa vie est un film français réalisé par Jean-Luc Godard, sorti en 1962.
Le film raconte en 12 « tableaux » l'histoire de Nana, jeune vendeuse désargentée qui rêve de devenir actrice à Paris et en vient, peu à peu, à se livrer à la prostitution.

## Résumé
Le film suit, en douze tableaux, et en noir et blanc, le personnage d'une jeune vendeuse, Nana (anagramme d'Anna), d'origine provinciale, désargentée à la suite de la perte de son emploi, à Paris,,,.
Tableau 1. Nana, filmée de dos dans un bar, vient de quitter son petit ami et discute avec lui de leur récente rupture. Celui-ci, filmé de dos également, insiste pour reformer leur couple. « Si on recommence ensemble, je te trahirai de nouveau » déclare-t-elle. « Tu me quittes parce que je n'ai pas d'argent ? ». « Oui peut-être ».
Tableau 2. Sur l'avenue de Wagram à Paris, Nana est vendeuse chez un disquaire. Sans argent, elle demande à une collègue de lui prêter 2 000 francs, mais celle-ci refuse. Nana et sa collègue ont un intérêt commun pour la littérature.
Tableau 3. Dans la cour d'un immeuble où elle ne semble pas habiter, Nana fait l'objet de la méfiance de la concierge. Dans la rue, un homme qu'elle connaît l'invite à dîner, elle refuse. Elle passe la soirée avec un autre homme dans un cinéma de Saint-Michel pour regarder La Passion de Jeanne d'Arc. La séquence montrée à l'écran est celle où Jeanne d'Arc apprend qu'elle va être envoyée au bûcher. « Quelle sera ta délivrance ? » demande un homme. « La mort » répond l'héroïne. Nana, émue, pleure. En sortant, elle quitte l'homme avec qui elle était et en retrouve un autre dans un bar des environs. Il est photographe et lui propose de poser pour lui, partiellement dénudée, en lui affirmant que cela pourrait lancer sa carrière d'actrice. Malgré sa réticence initiale, elle accepte.
Tableau 4. Nana est dans un poste de police. « Nana Kleinfrankenheim, née le 15 avril 1940 à Fribourg en Moselle, actuellement sans domicile, c'est bien ça ? » « Oui c'est ça ». Nana raconte au fonctionnaire : une femme a laissé tomber un billet de 1 000 francs dans la rue. Elle l'a récupéré mais la dame s'en est aperçu. Elle lui a rendu l'argent mais la femme en question a tout de même déposé plainte contre elle. Le spectateur doit comprendre que la plainte a eu lieu parce que la victime soupçonnait Nana d'être une prostituée. Face aux questions du fonctionnaire, elle reconnaît qu'elle réside généralement chez des amis, notamment chez des hommes.
Tableau 5. Nana se prostitue dans un quartier de l'ouest parisien. Un inconnu lui demande : « Vous m'emmenez ? ». Elle accepte. « Combien vous voulez ? » Nana ne sait pas, propose : « 4 000 francs ? ». L'homme hésite puis lui en donne 5 000. Pour ce prix, il considère qu'il peut l'embrasser malgré la réticence de celle-ci.
Tableau 6. De retour dans la rue, Nana retrouve Yvette, une amie également prostituée. Celle-ci avait un compagnon, Raymond, et a des enfants. Après sa rupture, sans argent, elle a commencé à se prostituer. « C'est triste, mais je ne suis pas responsable ». Nana, elle, considère que l'on est responsable de tous ses actes. La discussion a lieu dans un bar : Yvette propose à Nana de lui faire rencontrer Raoul, qui joue au flipper. L'homme, jeune mais assez intimidant, insulte Nana pour tester sa réaction. Celle-ci en rit. Il quitte le bar soudainement. Des coups de feu se font entendre dans la rue. Un homme est tué, un autre blessé. Raoul ne réapparaît pas.
Tableau 7. Nana écrit une lettre dans laquelle elle demande à une entremetteuse, connue d'Yvette, l'obtention d'une place chez elle. « J'ai 22 ans. Je trouve que je suis jolie. Mes cheveux sont courts, mais ils repoussent très vite ». Avant qu'elle ait terminé sa lettre, Raoul réapparaît. Il lui pose des questions sur la lettre qu'elle écrivait. « Je voudrais gagner plus d'argent » justifie-t-elle. « À Paris, je peux vous faire gagner plus d'argent ». « Ah oui ? Je veux bien ». L'homme est proxénète.
Tableau 8. Un dialogue en voix off, didactique, permet de répondre aux questions que Nana se pose sur la réglementation du métier, les contrôles médicaux, l'importance d'être belle, la manière de trouver des clients, les tarifs, la somme à reverser à son proxénète, l'hygiène, le risque de tomber enceinte, l'impossibilité de refuser des clients, le nombre de clients par jour.
Tableau 9. Nana demande à Raoul si elle peut avoir des vacances. Oui : les journées de visite médicale sont des journées de vacances où il est de tradition que la prostituée passe la journée avec son proxénète qui lui offre des sorties. Dont acte : un soir, Nana se rend dans un bar avec Raoul. Ayant envie de s'amuser, Nana met de la musique puis danse en mettant en avant ses charmes auprès d'un joueur de billard.
Tableau 10. Une journée parmi d'autres. Nana fait monter dans sa chambre Dimitri, un photographe de publicité. Une partie du dialogue n'est pas audible par le spectateur. L'homme semble avoir demandé la venue d'une seconde prostituée. Nana entre dans différentes chambres de l'hôtel de passe pour trouver une autre jeune femme disponible. L'affaire a lieu avec cette seconde personne et le client demande finalement à Nana de rester simplement sur le bord du lit.
Tableau 11. Place du Châtelet, Nana entre dans un café et discute avec un homme assez âgé. Celui-ci accepte de lui offrir un verre. Il lui parle de littérature, en particulier de la mort de Porthos dans l'univers des Trois Mousquetaires. Le personnage meurt écrasé par des rochers après s'être arrêté de courir pour fuir. Nana et l'inconnu philosophent sur la parole, le silence, la pensée, l'erreur, la vérité, le mensonge, l'amour et la vie. « L'amour est une solution, à condition qu'il soit vrai » déclare le vieil homme.
Tableau 12. Nana se trouve chez l'homme qui jouait au billard. Il lit les œuvres d'Edgar Poe. Dans une brève séquence muette, les dialogues entre les deux personnages apparaissent sous forme de sous-titres. Puis, en voix off, Jean-Luc Godard lit un extrait du Portrait ovale. Ce texte d'Edgar Poe évoque un peintre dressant le portrait d'une jeune femme, tandis que le visage de Nana apparaît à l'écran sous différents angles. Le peintre passe des jours et des nuits sur ce portrait sans s'apercevoir que la jeune femme qui lui sert de modèle et qu'il aime devient de plus en plus faible. Il ne la regarde pas. Il se fixe sur l'image parfaite qu'il veut dresser d'elle. La nouvelle  d'Edgar Poe se termine par la mort de la jeune femme. Jean-Luc Godard ajoute : « C'est notre histoire ». Le film redevient muet : Nana, sous-titrée, déclare au jeune homme qu'elle l'aime. Peu après, elle annonce à Raoul qu'elle va quitter ses services. Raoul refuse. Accompagné de plusieurs hommes, il emmène Nana en voiture. Dans une rue discrète, il essaie de vendre Nana à un autre proxénète. Une rixe a lieu à cause d'une discorde sur le prix. L'acheteur tire un coup de feu et Nana reçoit la balle en pleine poitrine. Raoul panique et tire à son tour sur Nana qui s'effondre. Les hommes quittent la scène en laissant Nana sur la route, morte.

## Fiche technique
- Titre : Vivre sa vie : film en douze tableaux
- Réalisation : Jean-Luc Godard
- Assistants réalisateur : 1) Bernard Toublanc-Michel / 2) Jean-Paul Savignac
- Scénario : Jean-Luc Godard et Marcel Sacotte
- Producteur : Pierre Braunberger
- Directeur de production : Roger Fleytoux
- Musique : Michel Legrand et Jean Ferrat Ma môme de Pierre Frachet
- Photographie : Raoul Coutard
- Montage : Jean-Luc Godard et Agnès Guillemot
- Son : Guy Villette
- Société de distribution : Les Films de la Pléiade
- Pays d'origine : France
- Format : Noir et blanc - 1,33:1 - Mono - 35 mm
- Durée : 83 minutes
- Présenté à la Mostra de Venise le 28 août 1962
- Date de sortie : 20 septembre 1962

## Distribution

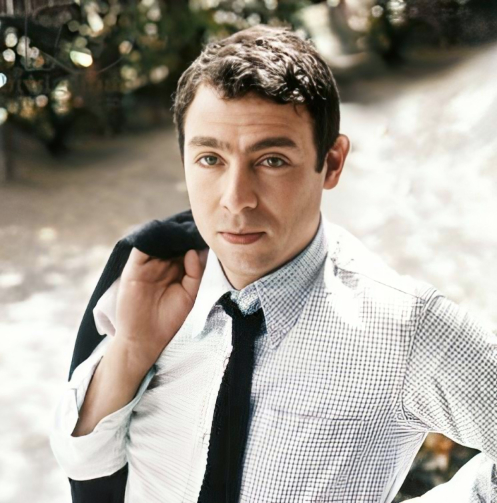
L'acteur Sady Rebbot en 1963, un an après la sortie du film.

- Anna Karina : Nana Kleinfrankenheim
- Sady Rebbot : Raoul
- André S. Labarthe : Paul
- Guylaine Schlumberger : Yvette
- Gérard Hoffmann : Le chef
- Monique Messine : Elisabeth
- Paul Pavel : Journaliste
- Dimitri Dineff : Le gars
- Peter Kassovitz : Jeune Homme
- Eric Schlumberger : Luigi
- Brice Parain : Le philosophe
- Henri Attal : Arthur
- Gilles Quéant : Homme
- Odile Geoffroy : La serveuse
- Marcel Charton : Un policier
- Jack Florency : Un homme au cinéma
- Alfred Adam : Un figurant
- Mario Botti : L'Italien
- Jean Ferrat : L'homme près du jukebox
- Jean-Luc Godard : Voix off
- Gisèle Hauchecorne : Concierge
- Jean-Paul Savignac : Un soldat
- László Szabó : L'homme blessé

## Production
Le film, produit par les Films de la Pléiade (Pierre Braunberger) est tourné à Paris entre le 19 février et fin mars 1962, avec une interruption d'une semaine.

## Récompenses
- Prix spécial du jury et prix Pasinetti au Festival de Venise, 1962[7].

Il faut noter qu'à la Mostra de Venise, bien que ce film ait été sélectionné, Jean-Luc Godard a dû retirer à la demande de la direction du Festival trois plans jugés choquants pour la présentation officielle en soirée. Pour la projection à la presse, la version était par contre intégrale.

## Autour du film
- Une phrase de Michel de Montaigne est placée en exergue du film : « Il faut se prêter aux autres et ne se donner qu'à soi-même. »[3].
- Vers la fin du film on peut apercevoir un cinema avec une file d'attente pour le film Jules et Jim de François Truffaut, ami de longue date de Jean-Luc Godard.
- Le film est dédié aux films de série B[8]. Son réalisateur a pour ambition de trouver une nouvelle forme d'écriture cinématographique. « Divisé en douze chapitres par des intertitres, le film est la première tentative de Godard de remplacer le récit filmique habituel par un essai cinématographique. Le décalage fréquent entre l'image et le son ainsi que la juxtaposition apparemment arbitraire de procédés stylistiques opposés (caméra fixe et caméra mobile, montage et plans séquences, fondu et coupe) maintiennent le spectateur à distance et l'obligent à réfléchir au lieu de ressentir. En appliquant pour ainsi dire la théorie du théâtre épique de Brecht au cinéma, Godard opère la rupture la plus radicale avec le cinéma narratif classique à ce jour (1962 !). »[9]
- Le film que va voir Nana au cinéma est La Passion de Jeanne d'Arc de Dreyer[2],[8].
- Le chanteur Jean Ferrat apparaît comme figurant dans un café au moment où sa chanson Ma môme est jouée au juke-box[1].
- Le philosophe Brice Parain apparaît également dans une scène, dans un café là encore, où il évoque notamment à Anna Karina, à la suite d'une de ses réflexions sur la pensée, les circonstances de la  mort de Porthos, le personnage d'Alexandre Dumas[1],[3].
- Le personnage d'Anna Karina est inspiré de celui joué par Louise Brooks dans Loulou, film de Georg Wilhelm Pabst en 1929[10].